# Hirtodrosophila allynensis
Hirtodrosophila allynensis är en tvåvingeart som först beskrevs av Ian R. Bock 1976.  Hirtodrosophila allynensis ingår i släktet Hirtodrosophila och familjen daggflugor.

## Utbredning
Artens utbredningsområde är New South Wales i Australien.